# 托马斯·汉弗莱斯
托马斯·汉弗莱斯（英語：Thomas Humphreys，1890年9月8日—1967年4月9日），英国男子田径运动员，主攻长跑项目。他曾代表英国参加1912年夏季奥林匹克运动会田径比赛，获得一枚铜牌。